# リズ・ルグラン
リズ・ルグラン (Lise Legrand、1976年9月4日-)は、フランス・ノール＝パ・ド・カレー地域圏パ＝ド＝カレー県ブローニュ＝シュル＝メール出身の女子レスリング選手。2004年アテネオリンピックレスリング63kg級の銅メダリストである。

## 実績
- オリンピック
  - 2004年アテネオリンピック　銅メダル
- 世界選手権
  - 優勝　1995、1997年
  - 2位　2002年
  - 3位　1996年
- ヨーロッパ選手権
  - 優勝　1999、2000、2002、2003年
  - 2位　2001、2004年
  - 3位　1996、1997、2005年